# Moratalaz
Moratalaz - jest jednym z 21 dystryktów wchodzących w skład Madrytu, leżący w południowo - wschodniej części miasta. Od 1960 r. jako część Madrytu. Dużą część dystryktu stanowią bloki i wieżowce mieszkalne. Dzielnica słynie z dużej ilości parków na swoim terytorium, a także znacznych przestrzeni otwartych. W Moratalaz mieszkali m.in. słynni hiszpańscy muzycy tacy jak: Alejandro Sanz czy Melendi. Obsługiwana jest przez linię 9 madryckiego metra. 

## Podział administracyjny
Moratalaz dzieli się administracyjnie na 6 dzielnic:
- Pavones
- Horcajo
- Marroquina
- Media Legua
- Fontarrón
- Vinateros